# Уварівська сільська рада (Нижньогірський район)
Ува́рівська сільська́ ра́да — адміністративно-територіальна одиниця та орган місцевого самоврядування в Нижньогірському районі Автономної Республіки Крим. Адміністративний центр — село Уварівка.

## Загальні відомості
- Населення ради: 2 813 особи (станом на 2001 рік)

## Населені пункти
Сільській раді підпорядковані населені пункти:
- с. Уварівка
- с. Новоіванівка
- с. Сім'яне

## Склад ради
Рада складається з 16 депутатів та голови.
- Голова ради: Ражик Світлана Василівна
- Секретар ради: Горбань Наталія Леонідівна

### Керівний склад попередніх скликань
| Прізвище, ім'я, по батькові | Основні відомості                                                                                          | Дата обрання | Дата звільнення |
| --------------------------- | --- | ------------ | --------------- |
| Ражик Світлана Василівна    | Сільський голова, 1958 року народження, освіта вища, член Соціал-демократичної партії України (об'єднаної) | 26.03.2006   | 31.10.2010      |
| Ражик Світлана Василівна    | Сільський голова, 1958 року народження, освіта вища, член Партії регіонів                                  | 31.10.2010   |                 |

Примітка: таблиця складена за даними сайту Верховної Ради України

### Депутати
За результатами місцевих виборів 2010 року депутатами ради стали:

#### За суб'єктами висування
| Суб'єкт висування | Кількість обраних депутатів | %   |
| ----------------- | --------------------------- | --- |
| Самовисування     | 16                          | 100 |

#### За округами
| № округу | Прізвище, ім'я, по батькові      | Дата визнання обраним | Освіта  | Партійна приналежність                                | Відомості про обраного депутата                       |
| -------- | -------------------------------- | --------------------- | ------- | ----------------------------------------------------- | ----------------------------------------------------- |
| 1        | Попов Анатолій Федорович         | 01.11.2010            | середня | позапартійний                                         | Кримська гідрогеологомеліоративна експедиція, геолог  |
| 2        | Скоропад Оксана Миколаївна       | 01.11.2010            | середня | член Партії регіонів                                  | приватний підприємець                                 |
| 3        | Конькова Тетяна Вікторівна       | 01.11.2010            | середня | член Партії регіонів                                  | тимчасово не працює                                   |
| 4        | Грицак Світлана Миколаївна       | 01.11.2010            | середня | член Партії регіонів                                  | тимчасово не працює                                   |
| 5        | Попова Лариса Миколаївна         | 01.11.2010            | середня | позапартійна                                          | Уварівська сільська рада, касир                       |
| 6        | Алієв Абляз Енверович            | 01.11.2010            | вища    | позапартійний                                         | ПП «Комфорт», слюсар                                  |
| 7        | Мосіна Галина Федорівна          | 01.11.2010            | середня | позапартійна                                          | селянське фермерське господарство «Аграрне», робітник |
| 8        | Авраменко Володимир Іосифович    | 01.11.2010            | вища    | член Соціал-демократичної партії України (об'єднаної) | селянське фермерське господарство «Аграрне», агроном  |
| 9        | Аджимірова Людмила Володимирівна | 01.11.2010            | середня | член Партії регіонів                                  | тимчасово не працює                                   |
| 10       | Аблітарова Катіпе Рифатівна      | 01.11.2010            | середня | член Партії регіонів                                  | тимчасово не працює                                   |
| 11       | Турило Микола Володимирович      | 01.11.2010            | вища    | позапартійний                                         | тимчасово не працює                                   |
| 12       | Горбань Наталія Леонідівна       | 01.11.2010            | вища    | член Партії регіонів                                  | Уварівська сільська рада, секретар                    |
| 13       | Сейтджелілова Ліля Мустафаєвна   | 01.11.2010            | середня | позапартійна                                          | пенсіонер                                             |
| 14       | Грібова Зоя Тимофіївна           | 01.11.2010            | середня | член Партії регіонів                                  | пенсіонер                                             |
| 15       | Новицький Олександр Степанович   | 01.11.2010            | середня | позапартійний                                         | тимчасово не працює                                   |
| 16       | Шпак Наталія Вікторівна          | 01.11.2010            | середня | позапартійна                                          | селянське фермерське господарство «Аграрне», робітник |